# Bundesautobahn 117
De Bundesautobahn 117 (kortweg A117) is een Duitse autosnelweg die de A113 verbindt vanaf Dreieck Waltersdorf met het Berlijnse stadsdeel Bohnsdorf. De autosnelweg is ongeveer vijf kilometer lang en kent één afslag. Deze afslag is tegelijkertijd ook een afslag van de A113, omdat het Dreieck en de afslag gecombineerd zijn. Als men vanaf Berlijn Schönefeld komt is het tevens niet mogelijk om op de A117 te komen. Verder kent de snelweg ook nog een Raststätte aan beide zijden van de snelweg.

## Verloop
De snelweg verloopt vanaf het Dreieck Waltersdorf in noordnoordoostelijke richting om na vijf kilometer weer te eindigen op de Bundesstraße 96a.